# Filmhögskolan
Filmhögskolan ingår sedan 1 juli 2012 i Akademin Valand vid Göteborgs universitet, och är en högskoleutbildning för filmskapare.

## Historik
Hösten 1997 startade det första kandidatprogrammet i filmisk gestaltning på Högskolan för fotografi och film, vid Göteborgs universitet, som låg vid Linnéplatsen, i det gamla barnbördhuset, nära Konstepidemin. Med från början var filmaren Göran du Rées som konstnärlig ledare, journalisten Gunilla Burstedt som studierektor och musikern Tommy Spaanheden som tekniker.
1999 tillträdde Bo-Erik Gyberg som högskolerektor och slutförde arbetet med att permanenta skolan och säkra filmutbildningens framtid. Filmhögskolan fick en garanterad ekonomisk ersättning för varje student, precis som dåvarande Dramatiska Institutet. 2004 delade Högskolan för fotografi och film på sig. Fotografi flyttade till Storgatan och blev Högskolan för fotografi. Film flyttade in på Viktoriagatan 13 och bildade Filmhögskolan. 2006 blev Gunilla Burstedt högskolerektor och Filmhögskolan en egen självständig institution. Samtidigt startade även den första utbildningen på masternivå och institutionen påbörjade utvecklingen av sin forskningsplattform.
Filmhögskolans första forskningsprojekt hade sitt ursprung i händelserna vid Vasaplatsen under EU-toppmötet 2001. Göran du Rées blev som sakkunnig kontaktad av SVT:s Uppdrag granskning och såg åklagarens så kallade ”bevisfilm” mot den skottskadade Hannes Westberg. Det ledde till forskningsarbetet Skotten på Vasaplatsen – sex kriterier kring BILDEN i det digitala årtusendet.
Ytterligare forskningsarbeten har vuxit fram, bland annat ”Blicken på Kopparmärra – En undersökning av praktiska begrepp i filmskapandet”, där Göran du Rées och filmproducenten och filmprofessorn Kalle Boman, med stöd från Vetenskapsrådet, fördjupar sig i frågeställningar som finns i de förändringar som skett inom filmens område de senaste 30 åren. Detta inspirerade läraren Linda Sternö att börja utveckla Filmhögskolans Barnfilmskola, ett pedagogiskt utvecklingsprojekt med rubriken Barnets Blick.
2010 antogs de två första doktoranderna i filmisk gestaltning, Ingela Romare och Patrik Eriksson. Därmed hade Filmhögskolan en komplett miljö med utbildningar både på grund-, avancerad och forskarnivå. Samma år startades, tillsammans med Konsthögskolan Valand, det första magisterprogrammet med inriktning mot kuratorer för film och video, för personer som vill utveckla nya visningsmöjligheter. Under samma tid påbörjades också det första internationella samarbetet, som sker med Suchitra School of Cinema and Dramatic Arts i Bangalore, Indien.
1 jul 2012 blev Filmhögskolan en del av Akademin Valand, tillsammans med Högskolan för fotografi, Konsthögskolan Valand och Litterär gestaltning som en del av Göteborgs universitets konstnärliga fakultet.
Exempel på uppmärksammade filmer som skapats av studenter på skolan är Laura och Dr Zivago av Titti Johnson och Ingeborg och Jeanette av Jeanette Frank. Andra uppmärksammade studenter är exempelvis Ruben Östlund och Erik Hemmendorf.

## Utbildningsfokus
Idémässigt har Filmhögskolan sina rötter och förebilder i den moderna europeiska filmen som växte fram under 1950- och 1960-talen, från den italienska neorealismen till den nya vågen i Frankrike, Storbritannien, Tyskland och USA. Den franska filmtraditionens auteurteori, där filmskaparen är ”författare” till sina egna verk, var och är fortfarande förebild för skolan och skolans studenter. Skolan fokuserar på att utbilda professionella filmskapare som uttrycker sig med ett personligt filmspråk och som är medvetna om sitt förhållningssätt till konstnärlig gestaltning och forskning.
Utbildningen har från första stund gått hand i hand med den snabba tekniska utvecklingen inom filmens område. Genom teknikutvecklingen har filmaren kunnat närma sig kompositörens och författarens arbetsmetoder, det vill säga filma och redigera växelvis, samla fragment och göra research samtidigt. 
Som första filmskola i Europa implementerade Filmhögskolan den nya digitala tekniken i undervisningen.

## Hedersdoktorer
- Roy Andersson
- Agnès Varda
- Monika Tunbäck-Hanson